# Ralph Steinman
Ralph Marvin Steinman (ur. 14 stycznia 1943 w Montrealu, zm. 30 września 2011 w Nowym Jorku) – kanadyjski immunolog i cytolog, wykładowca w Uniwersytecie Rockefellera. 

## Życiorys
W 1963 roku uzyskał BA na McGill University w Montrealu, a w 1968 ukończył studia medyczne na Harvard University. Staż lekarski odbył w Massachusetts General Hospital w Bostonie, potem pracował w Uniwersytecie Rockefellera.
W 1973 był członkiem zespołu, który odkrył komórki dendrytyczne. W 2007 roku otrzymał nagrodę im. Alberta Laskera w dziedzinie podstawowych badań medycznych. 
3 października 2011 (3 dni po jego śmierci) Komitet Noblowski ogłosił, że Steinman został, wraz z Jules’em Hoffmannem i Bruce’em Beutlerem uhonorowany Nagrodą Nobla w dziedzinie fizjologii lub medycyny. Przypadek Steinmana był precedensowy. Pośmiertne przyznanie Nagrody (niezgodne z regulaminem) było spowodowane faktem, iż Komitet nie wiedział o śmierci naukowca w chwili ogłoszenia werdyktu. Komitet Noblowski przekazał rodzinie zmarłego pieniądze za nagrodę.